# Sampora (Cikidang)
Sampora is een bestuurslaag in het regentschap Sukabumi van de provincie West-Java, Indonesië. Sampora telt 3656 inwoners (volkstelling 2010).